# Stato degli Sloveni, Croati e Serbi
Lo Stato degli Sloveni, Croati e Serbi (in sloveno: Država Slovencev, Hrvatov in Srbov; in croato: Država Slovenaca, Hrvata i Srba; in serbo: Држава Словенаца, Хрваτа и Срба) fu un governo di breve durata (29 ottobre - 1º dicembre 1918), costituitosi negli ultimi giorni della prima guerra mondiale durante la dissoluzione dell'Impero austro-ungarico. Tale governo reclamava nominalmente tutte le terre meridionali dell'impero abitate dalle etnie slovena, croata e serba, un territorio parzialmente corrispondente agli stati di Slovenia, Croazia e Bosnia ed Erzegovina sorti alla fine del XX secolo.

## Storia
L'autoproclamazione dell'indipendenza avvenne il 29 ottobre 1918 con la rottura di tutte le relazioni ufficiali di stato con l'Austria-Ungheria. Il potere governativo era detenuto dal Consiglio nazionale degli sloveni, croati e serbi, composto ad hoc dai politici influenti dell'epoca. Il presidente era uno sloveno, il gesuita Anton Korošec, già membro prominente del Partito popolare sloveno. I due vicepresidenti erano il serbo, Svetozar Pribićević, e il croato Ante Pavelić. La Presidenza del Consiglio funzionava come governo per la Slovenia (Carniola, parti della Carinzia e della Stiria), la Croazia-Slavonia, la Dalmazia e la Bosnia ed Erzegovina. Esistevano anche i governi provinciali della Slovenia (a Lubiana), della Croazia-Slavonia (a Zagabria), della Dalmazia (a Spalato) e della Bosnia ed Erzegovina (a Sarajevo), che a differenza del governo centrale continueranno ad essere organi esecutivi territoriali nel Regno dei Serbi, Croati e Sloveni, sotto il governo centrale a Belgrado, dal 1º dicembre 1918 al 22 giulio 1921 (la "Costituzione di San Vito"), e come amministrazioni provinciali fino al 1924.
Il conflitto mondiale volgeva oramai al termine e gli Imperi centrali erano prossimi alla resa. L'Austria-Ungheria, avviata alla dissoluzione, non si oppose alla secessione, e cedette al nuovo Stato l'intera sua flotta navale, i porti e le difese costiere sul mare Adriatico. Gli Alleati videro la decisione come un estremo tentativo del governo di Vienna di assicurarsi l'integrità della flotta sotto una nuova bandiera neutrale nella prospettiva di una riunificazione dell'impero su basi federali al termine del conflitto, una prospettiva caldeggiata anche dall'imperatore Carlo I. Dopo una breve cerimonia, avvenuta nel tardo pomeriggio del 31 ottobre, la flotta imperiale, ancorata nel porto di Pola, fu quindi ceduta formalmente al nuovo Stato, ma la notte seguente fu attaccata e in parte neutralizzata da 2 incursori della Regia Marina, Raffaele Rossetti e Raffaele Paolucci con la "mignatta" (azione nota come impresa di Pola) che non erano a conoscenza della mutata situazione politica.
Lo Stato degli Sloveni, Croati e Serbi non ottenne alcun riconoscimento diplomatico nel corso della sua breve esistenza.
Al Consiglio Nazionale non restò dunque altra scelta che unirsi ai regni di Serbia e Montenegro sotto il nome di Regno dei Serbi, Croati e Sloveni, il 1º dicembre 1918.